# Most Čchao-tchien-men
Most Čchao-tchien-men (čínsky v českém přepisu Čchao-tchien-men Čchang-ťiang Ta-čchiao, pchin-jinem Cháotiān mén chángjiāng dàqiáo, znaky zjednodušené 朝天门长江大桥, tradiční 朝天門長江大橋) je most přes řeku Jang-c’-ťiang v Čchung-čchingu v Čínské lidové republice. Se stavbou bylo započato v roce 2004 a k zahájení provozu došlo 30. dubna 2009. Jedná se o ocelový obloukový most s celosvětově největší délkou oblouku. Výška mostu je 142 metrů a celková délka 1741 metrů. Nachází se přibližně 1,2 kilometru po proudu od ústí řeky Ťia-ling-ťiang.
Most je dvoupatrový, přičemž horní patro má šest silničních pruhů a dva pěší a dolní patro čtyři silniční pruhy a mezi nimi prostor pro dvoukolejné metro.